# Pintura de Portugal

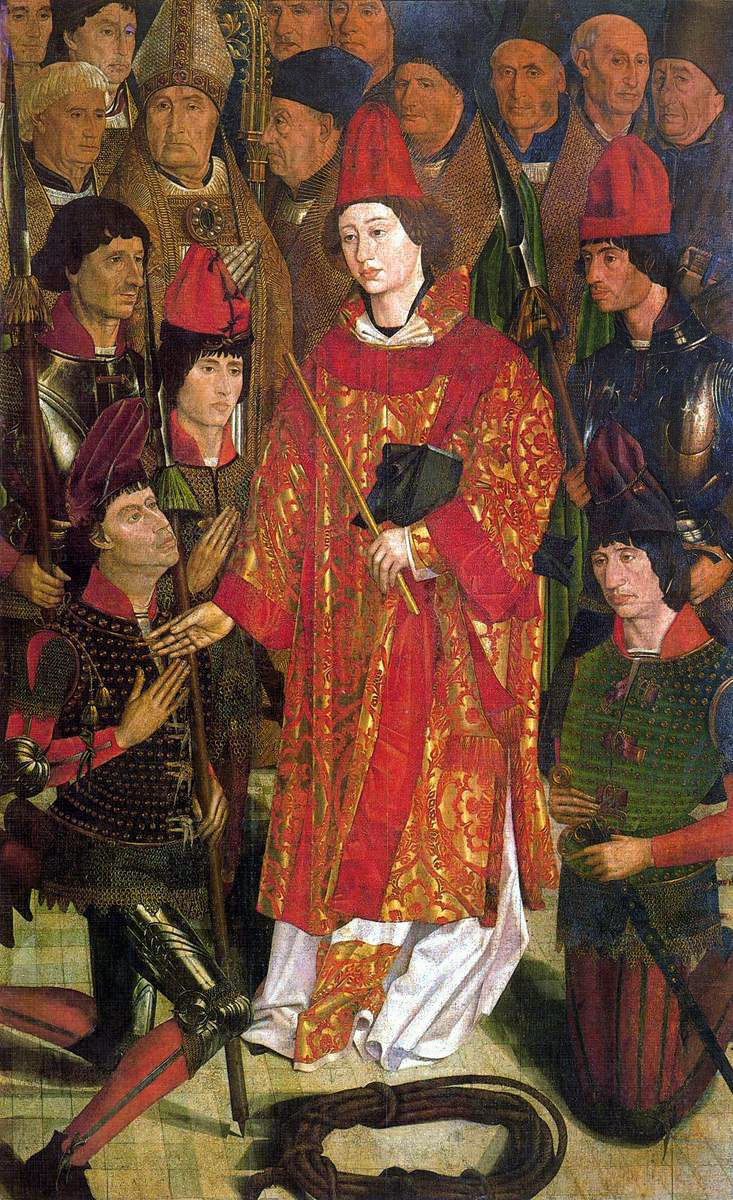
Nuno Gonçalves: Panel del Políptico de San Vicente, c.1470 y 1480. Museo Nacional de Arte Antiguo.

La escasez de restos pictóricos en Portugal antes del siglo XV dio lugar a la formación de la creencia de que la pintura del país floreció sólo desde el Renacimiento, sin embargo, la falta de ejemplos concretos no significa que las sociedades locales de la antigüedad, la formación precursor el Estado portugués actual no practicar este arte y, al contrario de lo que generalmente se supone, pintura de Portugal tiene una tradición histórica. Desafortunadamente, por circunstancias diversas, la mayoría de las obras producidas hasta mediados del período Gótico desapareció, y las pocas que sobreviven son por eso mismo de extraordinaria preciosidad, siendo los únicos testimonios de un linaje artístico que data de la Prehistoria. A partir del Renacimiento, de hecho, coincidiendo con la fase de los descubrimientos y el establecimiento de diversas colonias más allá del mar, las grandes riquezas que pasaron a afluir a la metrópoli sirvieron como poderoso estímulo para la intensificación del intercambio cultural y comercial con el resto de la región Europa y para un desarrollo acelerado e importante en todas las artes, beneficiándose lógicamente de la pintura de este nuevo contexto. Desde entonces, la historia de la pintura en Portugal está mucho mejor documentada, y sus obras se conservan hoy en varios museos y colecciones privadas nacionales y extranjeras.

## Prehistoria e antigüedad
Las pinturas prehistóricas que sobrevivieron al tiempo se insertan generalmente en un contexto religioso, en monumentos funerarios, posiblemente poseyendo funciones mágicas y evocativas, representando a los muertos, los dioses y elementos en la naturaleza, típicos del arte de las sociedades cazadoras-recolectores y más tarde agropastoril. Entre las más importantes son el conjunto de la Cueva del Escural, con pinturas rupestres del Paleolítico, y el del Abrigo Pinho Monteiro, datado del Neolítico, que muestra un par de imágenes antropomórficas vestidas, portando cascos de cuernos y bastón, junto con animales esquematizados, que se supone representan de divinidades astrales gemelas, los acólitos, relacionados al nacer y puesta del sol y al dios del trueno. Otro ejemplo significativo es el de la Anta pintada de Antelas, de la Edad del Cobre, consistente en patrones abstractos y figuras en negro y rojo. Según Mário Varela Gomes, esa iconografía deriva de dos fuentes posibles: una de herencia caucásica, derivada de la llegada a la península ibérica de levas de migrantes indoeuropeos, y otra aparentada con la cultura del Oriente Próximo y del Mediterráneo oriental, producida en el contacto que Portugal tenía entre prehistóricos y estas regiones, apoyada por un número de artefactos arqueológicos de origen oriental o derivado de él que se encuentra asociado, aunque otros materiales, más resistente a la degradación.
La presencia de importantes y numerosos restos romanos en Portugal, donde se encontró con grandes mosaicos de refinamiento en buen estado, sugiere que las elites locales durante el período de la dominación romana han encargado también pinturas y frescos para la decoración de interiores, como era la práctica en toda imperio, pero desafortunadamente ejemplos concretos no sobrevivieron sino en reducidos fragmentos. En la Casa de los Repuxos, en las ruinas de la antigua Conímbriga, había hasta los años 1960 significativas muestras in situ de frescos, que en buena parte desaparecieron en los años siguientes por depredaciones y otros problemas de conservación, pero en el Museo Monográfico de Conímbriga todavía subsisten partes que y en el caso de los animales, los paneles pintados con motivos de animales, candelabros, frisos e imitaciones ilusionísticas de elementos de arquitectura.

## Pintura medieval

### Románico

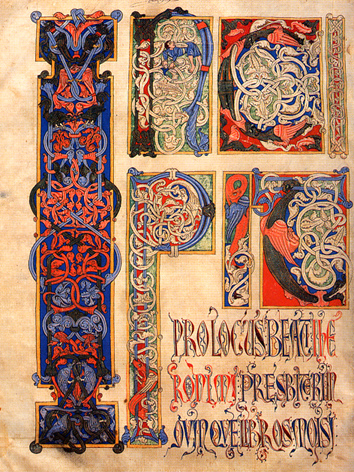
Anterrostro de la Biblia de Santa Cruz de Coímbra.

Durante la primera Edad Media hay registros de que se produjo pinturas murales en iglesias y conventos, que no llegaron a los días de hoy. La pintura de ese período es representada apenas por algunos  
manuscritos iluminados producidos en Scriptorium de los monasterios de Santa Cruz de Coímbra, São Mamede do Lorvão y Santa María de Alcobaça. Entre ellos se destacan el Apocalipsis de Lorvão, el Libro de las Aves y la Biblia de Santa Cruz de Coimbra, todos realizados en torno al siglo XII.
Por el arte de la luz se puede hacer una idea de lo que habrían sido los frescos y retablos medievales que el tiempo destruyó, pero apenas como una aproximación, ya que la decoración de libros tenía cánones en algunos aspectos exclusivos a este género de pintura. Las pinturas presentes en estos manuscritos emplean sus colores con fines simbólicos y al mismo tiempo expresivos. La temática es casi siempre cristiana, y cuando trata de asunto profano, tiene fines moralizantes. Esta iconografía refleja el arte típico de la península ibérica en el período Románico, que cristalizaba una variedad de influencias diversas, templando la tradición cristiana con la herencia figurativa pagana que sobrevivía a través de los bestiarios, con el arte hiberno-sajón, visible en los intrincados entrelazamientos de formas zoo y fitomórficas fantásticas, y con el estilo mozárabe, donde el arco morisco es frecuente en el diseño de las arquitecturas de fondo.

### Gótico
A lo largo de toda la Edad Media la Iglesia católica se esforzó por dar una cara unificada a Europa a través de la religión, donde las artes tenían un papel de relieve en la propagación de ideologías, pero a partir del siglo XIII, a través del trabajo de las órdenes mendizantes, esta presión se intensifica. En concreto, en la archidiócesis de Braga Portugal tiene un papel principal en este proceso. En el paso del siglo XIV al siglo XV el Gótico se consolida como un estilo internacional exquisito y aristocrático, fusionando la influencia del arte italiano de la Escuela de Siena con las conquistas de los iluminadores franco-flamencos como Barthélemy d'Eyck y los Hermanos Limbourg en representación del espacio tridimensional. La disolución definitiva de la rigidez de la herencia medieval primitiva ocurriría con la contribución de otra vertiente, la del naturalismo del primer Renacimiento que se desarrollaba en Italia con Giotto a finales del siglo XIV, y se abren las puertas a una nueva concepción de arte que se definía por un creciente dominio de la perspectiva, del chiaroscuro y de la representación del cuerpo en un estilo menos trascendente e idealizado, más imitativo de la naturaleza.
El gótico comienza a florecer en Portugal desde finales del siglo XIV, mediante la importación de pinturas flamencas y manuscritos iluminados franceses. figura importante en la evolución local del arte era el gran Jan van Eyck, que permanece en el país desde hace más de un año, por lo que la escuela de arte portugués, junto con otros pintores a sus compatriotas. Pronto los pintores nativos dominan el estilo, que llega a la culminación con Nuno Gonçalves, uno de los primeros pintores primitivos portugueses, a quien se le atribuye la autoría de la famosa Políptico de San Vicente, a finales del siglo XV, en el Museo Nacional de Arte Antiguo. Es la mayor obra del gótico portugués, y un ejemplo superior de cualquier estilo.

Nuno Gonçalves: Políptico de San Vicente.